# Eguchipsammia wellsi
Espèce
Statut CITES
Eguchipsammia wellsi est une espèce de coraux appartenant à la famille des Dendrophylliidae.